# Thanh Le
Thành Lê (hay Thanh Le, sinh ngày 28 tháng 8 năm 1985) là một võ sĩ MMA người Mỹ gốc Việt thi đấu cho ONE Championship, The Ultimate Fighter và Legacy Fighting Championship. Anh trở thành đương kim vô địch hạng lông ở ONE Championship sau khi đánh bại võ sĩ người Úc gốc Việt Martin Nguyễn. 

## Tiểu sử
Thành Lê là võ sĩ Taekwondo người Mỹ gốc Việt. Anh sinh ra và lớn lên tại Louisiana, Mỹ. Anh học Taekwondo từ bố mình năm 3 tuổi .